# 三刺擬蟾魚
三刺擬蟾魚（学名：Batrachomoeus trispinosus），為輻鰭魚綱蟾魚目蟾魚科的其中一種，分布於印度西太平洋區，包括泰國、馬來西亞、柬埔寨、印尼、巴布亞紐幾內亞及澳洲等海域，體長可達30公分，為底棲性魚類，棲息在珊瑚礁、潮間帶或泥底質海域，可做為食用魚。